# Robert Lottermoser

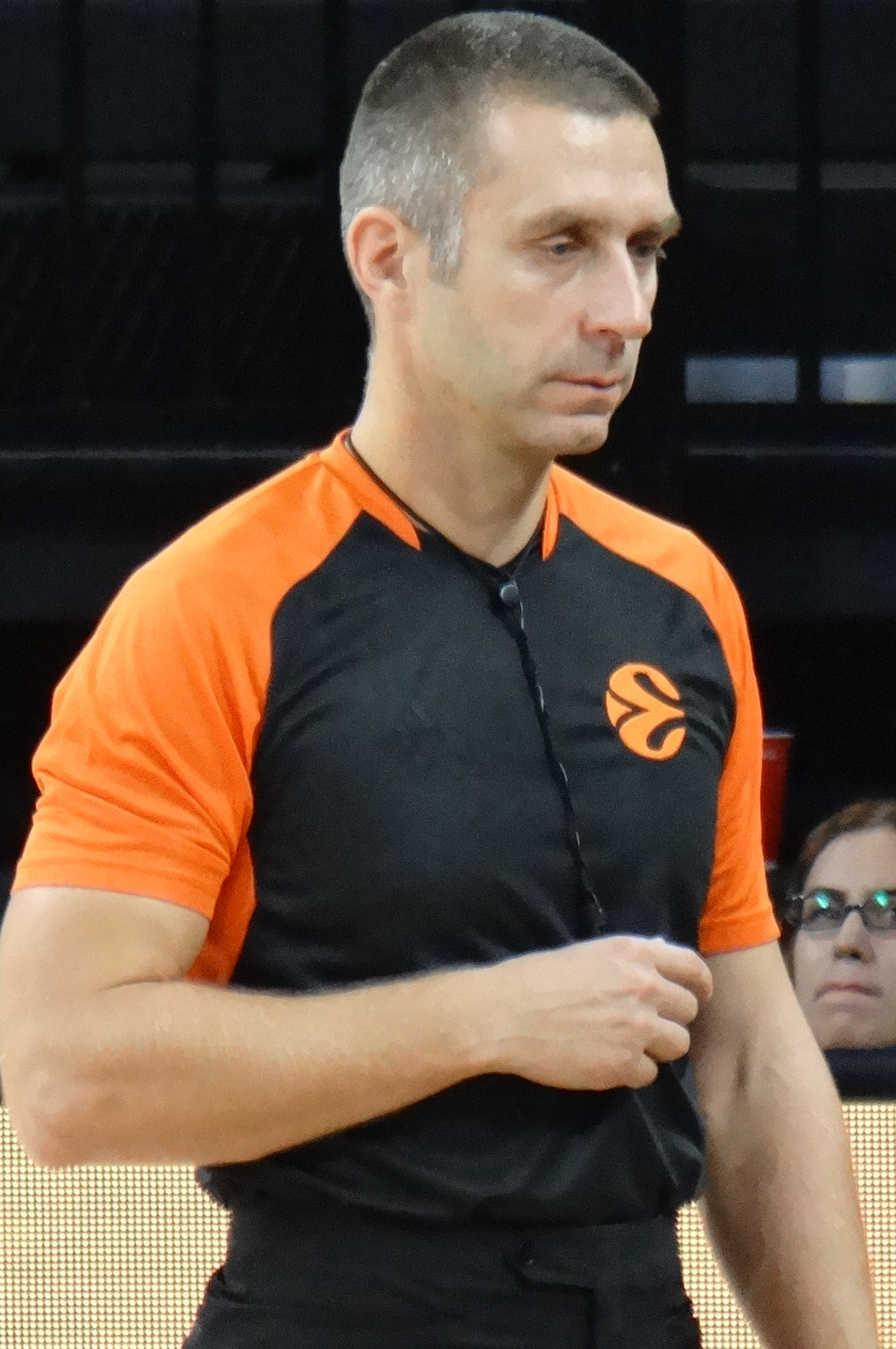

Robert Lottermoser (* 3. Juni 1976) ist ein deutscher FIBA-Basketballschiedsrichter aus Bernau. Er gilt als einer der besten deutschen Schiedsrichter, und wurde bereits bei Europameisterschaften sowie im Europapokal eingesetzt.

## Karriere
Lottermoser, der auch ein talentierter Fußballer war, begann 1988 mit dem Basketballspielen. Während er bei Vereinen in Zepernick und Schwanebeck aktiv war, erwarb er die Schiedsrichterlizenz, die er weiter ausbaute, so dass er bereits im Alter von 18 Jahren die A-Lizenz des Deutschen Basketball Bundes erwarb. Seit 2001 pfeift er 1. Bundesliga, seit 2004 auch Spiele der FIBA. Am 23. Februar 2012 gab die FIBA bekannt, dass Lottermoser für die Olympischen Sommerspiele 2012 nominiert wurde.

## Bedeutende Spiele
Lottermoser leitete bei dem Final-Four-Turnier der Euroleague u. a. das Finale zwischen Panathinaikos Athen und Maccabi Electra Tel Aviv am 8. Mai 2011. Überdies war er in zahlreichen (Playoff-)Spielen der Basketball-Bundesliga im Einsatz.
Auch bei der Europameisterschaft 2011 in Litauen war Lottermoser der deutsche Vertreter der Schiedsrichter. Neben vielen anderen Spielen leitete er das Viertelfinale zwischen Russland und Serbien (77:67), sowie das Spiel um Platz 3 zwischen Mazedonien und Russland (68:72).
Bei den Olympischen Spielen 2016 leitete er unter anderem das Halbfinale zwischen Australien und Serbien.

## Beeinflussungsversuch bei EM 2011
Vor dem EM-Vorrundenspiel zwischen Mazedonien und Griechenland wurde Lottermoser ebenso wie dessen beide Kollegen Milivoje Jovcic aus Serbien und Fernando Rocha aus Portugal von einem Mitglied der griechischen Delegation kontaktiert, um Einfluss auf die Unparteiischen zu nehmen. Alle drei meldeten den Vorfall umgehend der FIBA, was zum Ausschluss des Delegationsmitglieds von dem Turnier und einer Strafe von 15.000 € führte.